# Pirottaea caesiella
Pirottaea caesiella är en svampart som först beskrevs av Giacopo Bresàdola, och fick sitt nu gällande namn av John Axel Nannfeldt 1932. Pirottaea caesiella ingår i släktet Pirottaea, ordningen disksvampar, klassen Leotiomycetes, divisionen sporsäcksvampar och riket svampar.   Inga underarter finns listade i Catalogue of Life.